# Crepidium binabayense
Crepidium binabayense är en orkidéart som först beskrevs av Oakes Ames, och fick sitt nu gällande namn av Dariusz Lucjan Szlachetko. Crepidium binabayense ingår i släktet Crepidium, och familjen orkidéer. Inga underarter finns listade i Catalogue of Life.